# A Piece of the Action
A Piece of the Action är ett samlings- och remixalbum från 1995 av det svenska synthpopbandet S.P.O.C.K. Albumet består av två skivor med framför allt singlar som inte tidigare hade släppts på album.

## Låtlista

### Skiva 1
1. Silicon Dream
2. Home Planet
3. Never Trust a Klingon (Satellite Version)
4. I Am An Android
5. In Space No One Can Hear You Scream
6. Strange Dimensions (Warp Speed Edit)
7. Beam Me Up
8. Never Trust a Klingon (A Version)
9. Astrogirl
10. All E.T:s Aren't Nice
11. Search the Sky

### Skiva 2
1. Astrogirl (Redmix)
2. All E.T:s Aren't Nice (A.R.M. Mix)
3. Neutral Zone (Jupiter Version)
4. Mr. Spock's Brain (Unplugged)
5. The Stormtrooper
6. Astrogirl (Paradise Mix)
7. Last Man On Earth (S.M.P.J. Version)
8. Never Trust a Klingon (Captain's Log)
9. All E.T:s Aren't Nice (The Open Hatch)
10. White Christmas